# Romeo Gontineac
Romeo Ștefan Gontineac (n. 18 decembrie 1973, Hlipiceni, Botoșani) este un fost rugbist român, acum antrenor. El a jucat în centru. 

## Carieră
S-a apucat de rugby la vârsta de șase ani, pentru a-l urma pe fratele cel sau mai mare. S-a format la Colegiul tehnic de căi ferate "Unirea" din Pașcani. Și-a început carierei de jucător la CS Universitatea Cluj în anul 1993. 
A debutat în echipa națională a României în aprilie 1995, la un meci amical cu Franța și a fost inclus în selecția la Cupa Mondială de Rugby din 1995, fiind titular în toate cele patru meciuri din faza grupelor. Acolo a întâlnit-o pe viitoarea sa soție, Lucinde. În anul 1996 a semnat cu clubul sudafrican SWD Eagles, din provincia Western Cape, și s-a căsătorit. După un sezon a plecat în Franța, unde s-a legitimat la clubul Grenoble, apoi la Section Paloise. În anul 1998 s-a stabilit la Stade Aurillacois Cantal Auvergne, cu care a devenit campion Franței în 2006. La Aurillac s-au născut cei doi copii ai cuplul, Taylor (1999) și Olivia Rose (2003).
A participat și la Cupa Mondială din 1999, cea din 2003 și cea din 2007, fiind numit căpitan în 2002 de antrenorul francez Bernard Charreyre. De-a lungul carierei a adunat 76 de selecții pentru „Stejarii” și a marcat 68 de puncte, înscriind 13 eseuri.   
În anul 2008 s-a retras din cariera de jucător și a devenit antrenor. În mai 2010 a fost numit antrenor liniei de treisferturi a naționalei, neozeelandezul Steve McDowall fiind antrenorul de pachetul de înaintare. Sub conducerea sa, România s-a calificat la Cupa Mondială de Rugby din 2011. Totuși, „Stejarii” nu au putut câștiga nici un meci. Și-a dat demisia după competiția. Acum antrenează la centrul de pregatire din Aurillac.